# Казімір (Требішов)
Казімір (словац. Kazimír) — село в окрузі Требішов Кошицького краю Словаччини. Площа села 9,93 км². Станом на 31 грудня 2016 року в селі проживало 865 жителів. Протікає річка Ізра.

## Історія
Перші згадки про село датуються 1264 роком.

## Населення
| Рік:            | 1994. | 2004.   | 2014.  | 2024.   |
| --------------- | ----- | ------- | ------ | ------- |
| Кількість осіб: | 914   | 880     | 858    | 813     |
| Різниця:        |       | -3,71 % | -2,5 % | -5,24 % |

| Рік:            | 2023. | 2024.   |
| --------------- | ----- | ------- |
| Кількість осіб: | 827   | 813     |
| Різниця:        |       | -1,69 % |